# حمله هوایی اسرائیل به کنسولگری ایران در دمشق
حمله هوایی اسرائیل به کنسولگری ایران در دمشق در ۱۳ فروردین ۱۴۰۳ (۱ آوریل ۲۰۲۴ میلادی) روی داد. طی این حملهٔ هوایی اسرائیل به ساختمان ضمیمهٔ کنسولگری در مجاورت سفارت ایران، ۱۶ تن کشته شدند که سرتیپ محمدرضا زاهدی، از فرماندهان ارشد نیروی قدس سپاه پاسداران و محمد هادی حاج رحیمی فرمانده ارشد نیروی قدس سپاه پاسداران از کشته‌شدگان این حمله بودند.
این حمله اولین واقعه این چنینی پس از بمباران سفارت چین در بلگراد در سال ۱۹۹۹ است.

## وقوع حمله
در عصر روز دوشنبه ۱۳ فروردین ۱۴۰۳، ساختمان ضمیهٔ سفارت‌خانهٔ ایران در دمشق، هدف حمله هوایی قرار گرفت و تخریب شد. حسین اکبری، سفیر ایران در سوریه، مدعی شد که ساختمان کنسولگری واقع در مجاورت سفارت ایران «با شش موشک از هواپیماهای جنگی اف-۳۵ اسرائیل هدف قرار گرفته است».
هدف اصلی این حمله سرتیپ محمدرضا زاهدی، از فرماندهان ارشد نیروی قدس سپاه بود. ساعتی بعد سپاه پاسداران کشته‌شدن هفت تن از مستشاران نظامی ایران در سوریه را اعلام کرد که یکی دیگر از آن‌ها سرتیپ محمد هادی حاجی‌رحیمی بود.

## تلفات

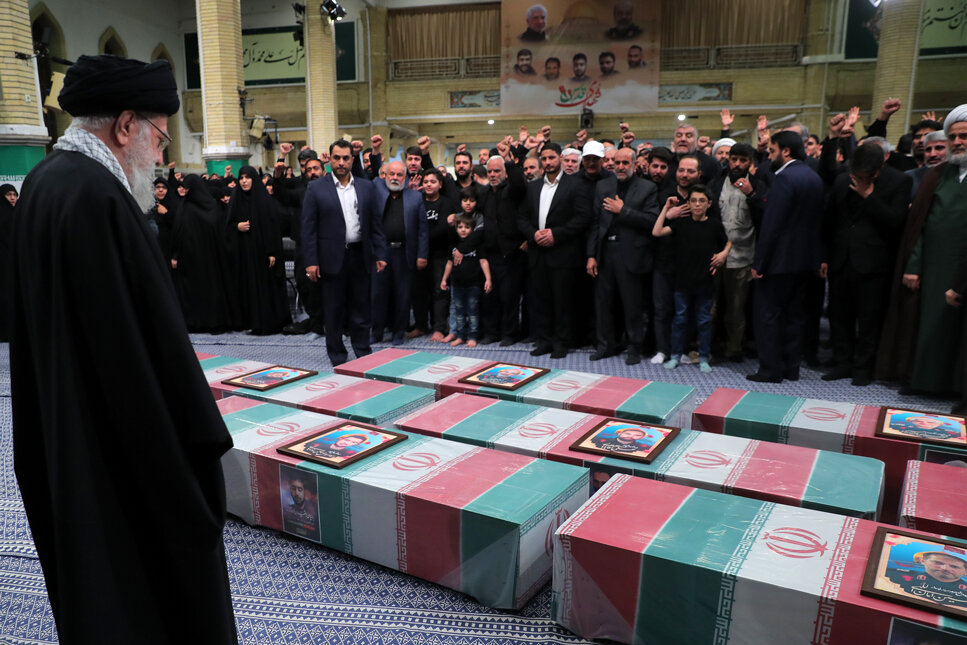
سیدعلی خامنه ای قبل از اقامه نماز بر پیکر کشته شدگان سپاه پاسداران، ۴ آوریل ۲۰۲۴.

در پی این حمله هوایی ۱۶ نفر کشته شدند که هفت نفر از آن‌ها از اعضای سپاه پاسداران بودند:
1. محمدرضا زاهدی، فرمانده سپاه سوریه و لبنان و فرمانده سابق نیروی زمینی سپاه پاسداران[۱۵]
2. محمدهادی حاج‌رحیمی، معاون هماهنگ‌کننده نیروی قدس سپاه
3. علی صالحی روزبهانی
4. علی بابایی
5. حسین امان‌اللهی
6. محسن صداقت
7. سید مهدی جلادتی

## واکنش‌ها

### واکنش‌های بین‌المللی

کشورهایی که درگیری‌های نظامی در خاورمیانه را محکوم کردند.
کشورهایی که ابراز نگرانی کردند.
کشورهایی که خواستار تحقیقات بیشتر شدند.

- اسرائیل: دنیل هاگاری، سخنگوی وقت ارتش اسرائیل، به خبرنگاران گفت: «بنا بر اطلاعات ما این نه یک کنسولگری بوده نه یک سفارت.» او افزود که «ساختمان مورد بحث یک ساختمان نظامی نیروهای قدس بوده که در پوشش یک سازه غیرنظامی در دمشق استتار شده بوده.»[۱۶] همچنین یوآف گالانت، وزیر دفاع اسرائیل، گفت که اسرائیل در تلاش است برای همه کسانی که در سراسر خاورمیانه علیه ما اقدام می‌کنند روشن کند که بهای اقدام علیه اسرائیل بهای سنگینی خواهد بود.[۱۷]
- سازمان ملل متحد: استفان دوجاریک از سخنگویان دبیرکل سازمان ملل متحد، گفت «حملات از بیرون به هر کشور ناقض اقتدار ملی است. ما این حملات را محکوم کرده‌ایم و به این محکومیت ادامه می‌دهیم.»[۱۸]
- چین: این حمله را محکوم کرد و وانگ ونبین، سخنگوی وزارت امور خارجه چین گفت:[۱۹] «امنیت نهادهای دیپلماتیک نمی‌تواند نقض شود و باید به حاکمیت، استقلال و تمامیت ارضی سوریه احترام گذاشت.»
- روسیه در بیانیه‌ای که توسط وزارت امور خارجه صادر شد به واقعه واکنش نشان داد و آن را غیرقابل قبول توصیف کرد. روسیه به شدت این حمله را محکوم کرد. همچنین از شورای امنیت سازمان ملل درخواست کرد تا در مورد این حمله تحقیق کند. در بیانیه وزارت خارجه روسیه آمده است که: «ما حمله به کنسولگری ایران در سوریه را به شدت محکوم می‌کنیم، این اقدامات تهاجمی اسرائیل مطلقاً غیرقابل قبول است و باید متوقف شود، ما از اسرائیل می‌خواهیم از اقدامات نظامی تحریک‌آمیز در سوریه و سایر کشورهای همسایه دست بردارد.[۲۰][۲۱]»
- سایر کشورها از جمله امارات متحده عربی، ترکیه، پاکستان، قطر، عمان، عربستان سعودی، مصر، عراق، اردن و کویت با صدور بیانیه‌هایی این حمله را محکوم کردند.[۲۲][۲۳][۲۴][۲۵][۲۶][۲۷]

### حمله ایران به اسرائیل
در پاسخ به این حمله، ایران در نیمه شب ۱۳ آوریل اسرائیل را هدف موشک‌های خود قرار داد. طی این حمله که از لحظه آغاز آن و شلیک پرتابه‌ها تحت رصد آمریکا و اسرائیل قرار داشت، حدود ۳۰۰ پهپاد، موشک کروز و موشک بالستیک به سمت اسرائیل پرتاب شدند که همگی آنها به وسیله پدافند هوایی اسرائیل و متحدانش رهگیری و ساقط شدند به جز ۵ موشک بالستیک که خسارت قابل توجهی ایجاد نکردند و تنها دختربچه ای ده ساله در اثر برخورد ترکش زخمی شد. در عملیات رهگیری پرتابه‌های ایران علاوه بر گنبد آهنین، سامانه کمان (ختس) و اف-۳۵‌های اسرائیل، ایالات متحده، بریتانیا، فرانسه و اردن با رهگیری و اسقاط پرتابه‌ها پیش از ورود به حریم هوایی اسرائیل به یاری اسرائیلی‌ها شتافتند تا حمله موشکی-پهپادی جمهوری اسلامی ایران تقریباً بدون هیچ خسارت و تلفاتی خاتمه یابد.